# Сафіта
Сафіта (араб. صا فيتا) - місто на північному заході Сирії. Знаходиться в провінції Тартус, на південний схід від міста Тартус. Адміністративний центр району Сафіта. Населення становить 33 тис. осіб. Місто побудоване на трьох пагорбах. Місто було заселене ще в період фінікійців, про що свідчать проведені археологічні роботи.
| Сирія | Це незавершена стаття з географії Сирії. Ви можете допомогти проєкту, виправивши або дописавши її. |